# Mattie Montgomery

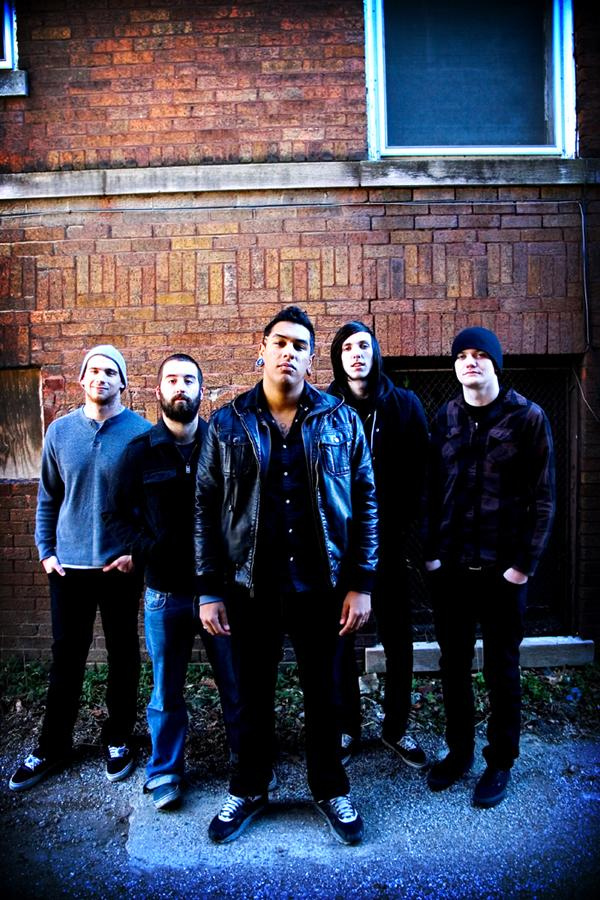
Mattie Montgomery (Mitte) mit For Today

Mattie Montgomery (* 24. Juli 1987 in Sioux City, Iowa) ist ein US-amerikanischer Metalcore-Sänger. Er ist bei der christlichen Metalcore-Band For Today aktiv und hat mit dieser Band vier Alben eingesungen. Er hat außerdem drei Spoken-Word-Alben mit evangelikalen Themen veröffentlicht.

## Leben
Mattie Montgomery wuchs als Sohn in einem christlichen Haushalt auf. Seine Mutter, eine Chorsängerin, brachte ihm den Gesang näher. Zunächst ein ambitionierter Fußballspieler begann er mit 14/15 Jahren Nu Metal, vor allem Korn und Limp Bizkit zu hören, bevor er dann härtere christliche Musik für sich zu entdecken begann und zu Jesus fand.
Mattie Montgomery begann seine musikalische Karriere bei der Band Earth vs. Spider. Es folgte die christliche Melodic-Death-Metal-Band Besieged, mit denen er das Album Atlantis (2007) einspielte. Er wechselte dann 2007 zur Metalcore-Band For Today und ersetzte dort Originalsänger Matt Tyler. Er singt damit auf allen Alben der Band, außer der ersten, selbstfinanzierten EP.
2010 erschien Montgomerys erstes Spoken-Word-Album mit dem Titel When the Sons Become Fathers. 2011 folgte The Keys to Open Ancient Gates, zu dem er ebenfalls ein gleichnamiges Buch veröffentlichte. 2013 folgte See the Storm.

## Kontroverse
Als Mike Reynolds 2013 wegen homophober Aussagen bei For Today gefeuert wurde, versuchte Mattie Montgomery zu vermitteln. Er äußerte sich mehrfach zur Homosexualität, wobei viele seiner Aussagen doppeldeutig zu verstehen waren. So nahm er Reynolds Aussage „Homosexuality is a sin“ (Homosexualität ist eine Sünde) nicht zurück, argumentierte aber für eine Gleichgeschlechtliche Ehe. Dennoch zieht er verbal eine Grenze zwischen Homosexualität und Christentum. Sein Statement mit dem Titel Homosexuality and the Rebellious Church enthielt jedoch ebenfalls homophobe Passagen und wurde, nachdem eine Metalseite den Post aufgegriffen und in voller Länge wiedergegeben hat, von seiner Webseite entfernt und um die umstrittenen Passagen gekürzt, neu veröffentlicht.

## Diskografie

### Mit Besieged
- 2007: Atlantis (Blood & Ink Records)

### Mit For Today
- 2008: Ekklesia (Facedown Records)
- 2009: Portraits (Facedown Records)
- 2010: Breaker (Facedown Records)
- 2012: Immortal (Razor & Tie)
- 2013: Prevailer (Razor & Tie)
- 2014: Fight the Silence (Razor & Tie)

### Soloalben
- 2010: When the Sons Become Fathers (Catapult Records)
- 2011: The Keys to Open Ancient Gates (Catapult Records)
- 2013: See the Storm (Mattie Montgomery Ministries)

### Gastbeiträge
- 2010: Saving Grace: Unbreakable (Song: Pukelips)
- 2011: Winds of Plague: Against the World (Song: Refined in the Fire)
- 2015: Jarrod Alonge: "Beating a dead Horse" (Song: "Misogyneric")